# Зарічноубінська
Зарічноубінська (рос. Заречноубинская) — присілок у Убінському районі Новосибірської області Російської Федерації.
Входить до складу муніципального утворення Черномисінська сільрада. Населення становить 8 осіб (2010).

## Історія
Згідно із законом від 2 червня 2004 року органом місцевого самоврядування є Черномисінська сільрада.

## Населення
| 2002 | 2007 | 2010 |
| ---- | ---- | ---- |
| 54   | ↘28  | ↘8   |